# Marissa Carpadios
Marissa Carpadios, född den 30 december 1977 i Brisbane, är en australisk softbollspelare.
Hon tog OS-silver i samband med de olympiska softboll-turneringarna 2004 på Aten.